# Rosalind Ivan
Rosalind Ivan, pseudonimo di Rosalind Muriel Pringle (Londra, 27 novembre 1880 – New York, 6 aprile 1959), è stata un'attrice e sceneggiatrice inglese apparsa in 14 pellicole statunitensi tra il 1944 ed il 1954.

## Biografia
Nata a Londra e trasferitasi negli Stati Uniti, divenne celebre per il personaggio di Adele Cross, l'opprimente moglie del bancario Christopher Cross, interpretato da Edward G. Robinson nella pellicola La strada scarlatta (1945); per questo ed altri ruoli in cui impersonava donne dal temperamento irritante e coriaceo, guadagnò nell'ambiente il soprannome di Ivan il Terribile. 
Nonostante abbia recitato in popolari pellicole come Johnny Belinda (1948) e La tunica (1953), ebbe maggior successo come attrice teatrale nei teatri di Broadway e di Londra. In qualità di sceneggiatrice, scrisse la sceneggiatura della pellicola The Bondage of Fear (1917), per la regia di Travers Vale.

## Filmografia parziale

### Cinema
- Arms and the Woman, regia di George Fitzmaurice (1916)
- La volontà occulta (The Garden Murder Case), regia di Edwin L. Marin - non accreditata (1936)
- La prima è stata Eva (It Started with Eve), regia di Henry Koster (non accreditata) (1941)
- Paris Calling, regia di Edwin L. Marin (non accreditata) (1941)
- Il ribelle (None But the Lonely Heart), regia di Clifford Odets - non accreditata (1944)
- Quinto non ammazzare! (The Suspect), regia di Robert Siodmak (1944)
- Il grano è verde (The Corn Is Green), regia di Irving Rapper (1945)
- Destinazione Algeri (Pursuit to Algiers), regia di Roy William Neill (1945)
- Pillow of Death, regia di Wallace Fox (1945)
- La strada scarlatta (Scarlet Street), regia di Fritz Lang (1945)
- L'idolo cinese (Three Strangers), regia di Jean Negulesco (1946)
- La morte viene da Scotland Yard (The Verdict), regia di Don Siegel (1946)
- That Brennan Girl, regia di Alfred Santell (1946)
- Alias Mr Twilight, regia di John Sturges (1946)
- La sfinge del male (Ivy), regia di Sam Wood (1947)
- Johnny Belinda, regia di Jean Negulesco (1948)
- La tunica (The Robe), regia di Henry Koster (1953)
- La pista degli elefanti (Elephant Walk), regia di William Dieterle (1954)

### Televisione
- Lights Out – serie TV, episodi 3x01-3x35 (1950-1951)

### Sceneggiatrice
- The Bondage of Fear, regia di Travers Vale - soggetto (1917)

## Doppiatrici italiane
- Giovanna Scotto in Quinto non ammazzare!
- Tina Lattanzi in La sfinge del male
- Lola Braccini in La tunica
- Isa Bellini in Il grano è verde (ridoppiaggio 1990)